# Sapmer
Sapmer est une entreprise de pêche originaire de l’île de la Réunion, département d'outre-mer français.

## Historique

### Origine
En 1947, trois entrepreneurs réunionnais s’associent pour acheter Le Cancalais, un trois-mâts à moteur auxiliaire et ancien terre-neuvas dans le but de l’envoyer à la pêche dans l’océan austral. À l'époque, il existe une forte demande pour des poissons tels que la morue de l’Atlantique,.

### Fondation
L'entreprise est fondée en 1947 sous le nom de Société Anonyme de Pêche Malgache et de Ravitaillement elle deviendra en 1951 la Société Anonyme de Pêche Maritime et de Ravitaillement.

### De 1947 à 1960
En 1998, Sapmer est le seul pêcheur autorisé à pêcher la langouste de Saint-Paul.
Le 21 octobre 1948, Le Cancalais avec son équipage de 46 marins bretons et réunionnais met le cap vers le Sud pour tenter d'aller pêche du cabillaud. Les fondateurs de la Sapmer souhaitaient initialement installer une base à terre à Amsterdam, mais les conditions difficiles d’abordage de l’île et le climat hostile de cet environnement volcanique leur font abandonner l'idée. Cette campagne de pêche permet par contre la découverte de petites langoustes rouges (Jasus paulensis) qui sont en si grand nombre qu’elles dévorent les appâts et coupent les lignes des pêcheurs. L’année suivante, les premiers essais de pêche de la langouste aux casiers s'avèrent fructueux encourageant ainsi l'armement à acheter un cargo frigorifique de 62 mètres et de le transformer en langoustier-congélateur. La Sapmer marqua ainsi le premier jalon de sa stratégie d'entreprise.
À partir de 1951, la Sapmer développent la pose de casiers dans les « creux » où les langoustes vivent en abondance.

### De 1960 à 1980
En 1969, Sapmer participe à la chasse aux braconniers en armant un langoustier destiné à la surveillance de la pêche, le Folgor. Dans les débuts des années 1970, plusieurs armements sont alors autorisés à pêcher la langouste et la surpêche de la ressource devient manifeste. Les quotas de pêche se voient fortement réduits passant de 960 à 450, puis éventuellement à 300 tonnes. En 1975, l'administration des TAAF retire l'autorisation de pêche à un certain armement qui n'a su respecter ses engagements et propose de réattribuer un quota pour 5 ans aux armements réunionnais s'ils se regroupent et collaborent. Le Groupement des Armateurs Réunionnais (GAR) dont la Sapmer fait partie avec deux autres armateurs est donc constitué. Sapmer obtient au sein du GAR 50 % du quota total accordé.

### Les années 1980 à 2000
Dans les années 1980, l'administration des TAAF encourage les armements réunionnais à étudier les ressources dans les eaux inhospitalières des quarantièmes rugissants et des cinquantièmes hurlants.
C’est en 1986 que le bateau de la Sapmer, L’Austral, se concentre sur la légine australe (Dissostichus eleginoides) qui jusqu’alors était considérée comme une prise accessoire. En 1990, après de nombreuses campagnes faites par l'équipage de L'Austral menées par le capitaine Barbarin, un homme qui a accumulé au fil du temps de vaste connaissances sur les mers australes et sur la pêche à la légine, la pêche dans les eaux des TAAF devient enfin rentable pour l’armement réunionnais.
Dans les années 2000, la légine conquiert les menus des restaurants de la planète notamment aux États-Unis et dans les pays asiatiques tels qu'à Hong Kong, au Japon et à Singapour. Elle remporte même aux États-Unis en 2001 le titre de "plat de l'année" décerné par un magazine américain renommé, le Bon appétit. À ce jour (2017), seuls 7 armements réunionnais, dont la Sapmer ont actuellement le droit de pêcher la légine dans les zones économiques exclusives (ZEE) des TAAF.
En 1996, l'armement fait ses premières expérimentations de pêches et de congélation de poissons pélagiques (espèce vivante à moins de 200 m de la surface, ni près du fond ni près du rivage ) dans les eaux seychelloises. Visant la mise en marché de produits de thon sur l'Europe et particulièrement au Japon pour le sashimi, ce dernier requérant du thon de première qualité, le pêcheur arme deux navires d'une unité frigorifique à ultra basse température pour le conditionnement et la congélation des prises permettant ainsi de conserver de façon optimale la qualité des produits dès la sortie de l'eau.

### Depuis 2000
Dans les années 2000, les activités de pêche et de commercialisation du thon albacore et bonite se sont développées ainsi que la flotte de navires. Entre 2009 et 2015, le pêcheur s'est muni d'une flotte de 9 thoniers surgélateurs de dernière génération et a formé ses équipages aux traitements des prises à bord, spécifiques aux exigences de qualité des importateurs japonais, les plus grands connaisseurs de la planète en matière de qualité de thon et premier marché de Sapmer,.
Sapmer s’associe en 2007 au groupe mauricien Ireland Blyth Limited et investit dans une unité de production de produits de thon congelés portant le nom de Mer des Mascareignes.
Sapmer a effectué sa cotation en bourse le 8 juillet 2009 sur le marché Alternext Paris.
Les différents canaux de distribution des produits de Sapmer font généralement appel à des intermédiaires entre le pêcheur et les consommateurs. Par la suite l’entreprise a entrepris l'exploitation de deux autres points de vente directe, un à Shanghaï en Chine et l'autre à Concarneau en Bretagne. Le magasin de Concarneau ne rencontrant pas le succès espéré, Sapmer annonce en 2020 sa fermeture, qui est aussi attribuée à la crise que rencontre la société d'armement à la pêche, avec une baisse de 10 % à 165,3 millions d’euros de son chiffres d'affaires, et un endettement de 124 millions d'euros.
En 2020, l'entreprise connait de fortes pertes financières. Elle se restructure en vendant trois thoniers en 2021 et son principal actionnaire dit envisager de la vendre alors que l'entreprise est placée en 2022 sous procédure de sauvegarde.
En 2023, l'entreprise décide de céder trois thoniers senneurs sous pavillon mauricien à un armateur sud-américain.

## Activité

### Zone de pêche
Sapmer est opérateur de la grande pêche dans les eaux des Terres Australes et Antarctiques Françaises (TAAF).

### Produits
L'entreprise pêche la légine australe.

## Structures

### Siège
L’administration de ses activités est répartie à la fois à La Réunion, à l’île Maurice, aux Seychelles et à Concarneau.

### Destinataires
Les produits de l’entreprise sont commercialisés en marque blanche (Carrefour, Picard, Auchan, etc).

## Actionnaires
Au 24 avril 2019.
| Nom              | Actions   | %      |
| JACCAR Holdings  | 3 148 738 | 90,0%  |
| Montbleu Finance | 13 000    | 0,37%  |
| Inversis Gestión | 1 014     | 0,029% |

## Navires
Les navires qu’opère Sapmer sont construits sur les chantiers de Piriou en France et au Vietnam et naviguent sous différents pavillons maritimes.
En 2025, la flotte de navires se compose de :
- 4 palangriers (Pavillon de la France)[28] pour la pêche à la légine : Île Bourbon, Mascareignes III, Albius, Cap Horn.

- 3 thoniers senneurs (Pavillon de la France)[28] pour la pêche au thon : Bernica, Dolomieu, Franche Terre.

- 1 caseyeur (Pavillon de la France)[28] pour la pêche à langouste  : l’Austral .

- 1 patrouilleur pour surveiller les zones de pêche et lutter contre la piraterie : Osiris (Pavillon de la France)[29].